# Szupersejt
A Szupersejt (eredeti cím: Supacell) 2024-től vetített brit szuperhős sorozat, amelyet Rapman alkotott és írt. A főbb szerepekben Tosin Cole, Adelayo Adedayo, Eddie Marsan, Josh Tedeku és Nadine Mills látható.
Az Egyesült Királyságban és Magyarországon 2024. június 27-én mutatta be a Netflix.
2024 augusztusában berendelték a második évadot.

## Ismertető
Öt fekete ember Dél-Londonból – egy futár, egy bandavezér, egy ápoló, egy anyagilag küszködő apa és egy drogkereskedő – közös családi öröksége a sarlósejtes vérszegénység. Egy váratlan fordulat során szuperképességekre tesznek szert. Egy titkos szervezet próbálja őket csapdába csalni és irányítani, ám ők összefognak, hogy együtt szálljanak szembe az elnyomással.

## Szereplők
| Szereplők           | Színész          | Magyar hang     | Leírás |
| ------------------- | ---------------- | --------------- | --- |
| Michael Lasaki      | Tosin Cole       | Patkós Márton   | Futár, aki szuperképessége révén képes teleportálni és manipulálni az időt. |
| Dionne Ofori        | Adelayo Adedayo  | Mentes Júlia    | Michael menyasszonya, aki szociális munkásként dolgozik. |
| Tayo "Tazer" Amusan | Josh Tedeku      | Ember Márk      | Egy kisebb banda vezetője, amely riválisa Krazy csapatának, valamint Krazy egykori tanítványa. Szuperképessége a láthatatlanság.                                                 |
| Sabrina Clarke      | Nadine Mills     | Kókai Tünde     | Fiatal nő, aki a testvérével él, és szuperképessége a telekinézis. |
| Andre Simpson       | Eric Kofi-Abrefa | Makranczi Zalán | Anyagilag nehéz helyzetben lévő édesapa, aki szupererővel rendelkezik. |
| Rodney              | Calvin Demba     | Novkov Máté     | Fiatal drogdíler, aki szupergyorsaság képességével rendelkezik. |
| Sharleen Clarke     | Rayxia Ojo       | Gubik Petra     | Sabrina testvére. |
| Ray                 | Eddie Marsan     | Bezerédi Zoltán | A szuperképességgel rendelkezőket üldöző szervezet vezető beosztású tagja. |
| Spud                | Giacomo Mancini  | Pál Tamás       | Rodney barátja. |
| Gabriel             | Michael Salami   | Varga Gábor     | Michael barátja. |
| John                | Travis Jay       | Welker Gábor    | Andre barátja. |
| Craig "Krazy"       | Ghetts           | Papp Dániel     | Egy régebbi banda vezetője, amely riválisa Tazer csapatának. Tazer korábbi mentora, aki képes elnyelni mások képességeit, és a szuperképességűeket üldöző szervezetnek dolgozik. |
| Chucky              | Digga D          |                 | A Sixers nevű bandának a tagja, amely riválisa Tazer csapatának. |
| Mr. Johnson         | Robbie Gee       | Törköly Levente | Egy eltűnt lány gyászoló apja, akit Dionne próbál felkutatni. |
| Tiny                | Akai Coleman     | Bogdán Gergő    | A Tower boy banda legfiatalabb tagja. |
| Twosie              | Andy Thompson    | Kovács Lehel    | A Tower boy banda egyik kiemelkedő tagja. |
| Dotz                | Xavien Russell   | Berkes Bence    | A Tower boy banda tagjai. |
| Skreamer            | Mickira Oji      | Kövesi Zsombor  | A Tower boy banda tagjai. |

### Magyar változat
- Magyar szöveg: Nacsa-Bán Zsanett
- Hangmérnök: Salgai Róbert
- Vágó: Kránitz Bence
- Gyártásvezető: Kablay Luca
- Szinkronrendező: Molnár Ilona
- Produkciós vezető: Felföldi Anna

A szinkront az Iyuno Hungary készítette.

## Epizódok
| Sor. | Év. | Cím                   | Rendező         | Író    | Premier          |
| ---- | --- | --------------------- | --------------- | ------ | ---------------- |
| 1.   | 1.  | Michael (Michael)     | Rapman          | Rapman | 2024. június 27. |
| 2.   | 2.  | Tazer (Tazer)         | Rapman          | Rapman | 2024. június 27. |
| 3.   | 3.  | Sabrina (Sabrina)     | Sebastian Thiel | Rapman | 2024. június 27. |
| 4.   | 4.  | Andre (Andre)         | Sebastian Thiel | Rapman | 2024. június 27. |
| 5.   | 5.  | Rodney (Rodney)       | Sebastian Thiel | Rapman | 2024. június 27. |
| 6.   | 6.  | Szupersejt (Supacell) | Rapman          | Rapman | 2024. június 27. |

## A sorozat készítése
Rapman szuperhősös sorozattal kapcsolatos tervei először 2019 novemberében kerültek nyilvánosságra, amikor bemutatták első egész estés filmjét, a Blue Story-t. Amikor Junior Afolabi Salokun – aki mind a Blue Story-ban, mind a Szupersejtben szerepelt – megkérdezte tőle, hogy mit szeretne legközelebb írni, Rapman így válaszolt: „Egyszer sci-fit akarok csinálni. Tudnék valami olyasmit, mint a Kívülállók, csak egy kicsit mélyebben. Képzeld el, hogy valaki onnan, ahonnan mi jöttünk, kap képességeket. Igazi képességeket, vajon mit kezdene azzal az erővel?”
A sorozatot nehéz volt eladni az amerikai műsorszolgáltatóknak, például az HBO-nak, az ABC-nek és az FX-nek, akik mind elutasították. Egy vacsora alkalmával, amelyen brit Netflix-vezetőkkel találkozott, Rapman több sorozatötletet is előadott – köztük egy cím nélküli, fociközpontú szériát is –, és végül a Szupersejt elnyerte a támogatást. A sorozat írásába a koronavírus-járvány idején kezdett bele, miután a tervezett második filmje, az American Son a járvány miatt meghiúsult.
2021 novemberében hivatalosan is bejelentették a sorozatot. Vezető producerként Mouktar Mohammed, társproducerként pedig Henrietta Lee csatlakoztak a projekthez. A Netflix részéről Anna Ferguson és Steve Searle szintén vezető producerek, míg Mark Hedges sorozatproducerként dolgozik a produkción.

### Szereplőválogatás
2022 augusztusában bejelentették, hogy Tosin Cole alakítja a főszerepet, mellette pedig olyan színészek csatlakoztak a szereplőgárdához, mint Adelayo Adedayo, Nadine Mills, Eric Kofi-Abrefa, Calvin Demba, Josh Tedeku, Rayxia Ojo és Giacomo Mancini. Később az is kiderült, hogy Eddie Marsan is csatlakozott a szereplőkhöz Ray szerepében.

### Forgatás
A forgatás 2022. július 4. és december 10. között zajlott Dél- és Délkelet-Londonban. A helyszínek között szerepelt Thamesmead, Peckham, Bermondsey és Deptford. A produkció egy speciálisan erre a célra tervezett Arri 35 kamerát használt, amelyet kifejezetten úgy alakítottak ki, hogy a fekete bőrt a lehető legelőnyösebb módon jelenítse meg. A forgatás 2023 áprilisára fejeződött be.